# Kraljica Vida
Kraljica Vida je legendarna junakinja iz ljudskega izročila beneških Slovencev (Slavia Friulana). Pripoved o njej je tesno povezana z Landarsko jamo (it. Grotta di San Giovanni d’Antro) pri Špetru Slovencev v Nadiških dolinah. 

## Opis legende
Kraljica Vida je bila kraljica (ali »ljudska kraljica«) ki je živela na gradu v Bijači (it. Biacis).Pravično je vladala ljudem v dolini in dajala vbogajme revežem.Ko se je razširila vest o bližajočih se Hunih pod vodstvom Atile, je kraljica Vida zbrala prebivalce z živino in žitom ter jih odvedla v zavetje Landarske jame (it. Grotta di San Giovanni d’Antro) pri Špetru Slovencev v Nadiških dolinah, ki je imela ima vodo, možnar za mletje in peč za peko kruha.Atila je odkril njihovo skrivališče in se odločil za obleganje.Čakal je, da jih izstrada.Ko je v jami ostal le še en mernik pšenice, je Vida rastresla žito čez prepad in glasno klicala, da imajo v jami še »toliko vreč, kolikor je zrn«.Atila, prepričan o jalovosti obleganja, je s svojo vojsko odšel. Kraljica Vida in njeno ljudstvo so bili rešeni.

## Geografski in zgodovinski okvir
Landarska jama (it. San Giovanni d’Antro) je kraški jamski kompleks nad vasjo Antro (Antro) v občini Pulfero (Podbuniesac).Že v zgodnjem srednjem veku je bila utrjena in vsaj od 8. stoletja tudi sakralno središče; ohranjen je poznogotski cerkveni prostor in lesen oltar. Zlasti beneškoslovensko izročilo v jamski utrdbi umešča prizorišče obleganja in Vidine zvijače.

## Izvor motiva
Pripoved o »kraljici Vidi« je del širšega motivnega sklopa »oblegana skupnost rešena z zvijačo«, ki ima analogije po severni Italiji. Pier Silverio Leicht je v študiji o legendah mejnih območij predlagal, da gre za priredbo starejših pripovedi, ki so se nekoč navezovale tudi na zgodovinsko kraljico Adelajdo Burgundsko oziroma na longobardsko kraljico Teodolindo.
V 19. stoletju je motiv zaslovel z Aškerčevo romanco Atila in slovenska kraljica (1890), ki Vidino dejanje umešča prav v »Landrijsko jamo« in jo izrecno imenuje »kraljica Vida«.Konec 19. in začetek 20. stoletja so se pojavili prvi prozni zapisi različic zgodbe kraljice Vide. Zapisali so jih Ivan Trinko in drugi zamejski avtorji.

## V literaturi in umetnosti
- Romanca Atila in slovenska kraljica v zbirki Balade in romance iz leta 1890, pesnika Antona Aškerca. Besedilo kraljico poimenuje »Vida«, dogajanje pa umešča v Landarsko jamo.[6][8]
- Knjižica za otroke Kraljica Vida (Trst/Špeter, 1984) v lokalni slovenski govorici avtorice Ade Tomasetig, z ilustracijami Alessia Petriciga; izdali Editoriale Stampa Triestina in Beneški študijski center Nediža.[9]
- Spevoigra Krajica Vida - Spevoigra pesnika Alda Klodiča in skladatelja Davidea Klodiča. Prvič je bila uprizorjena junija 2012 v Špetru Slovenov.[10]
- Kratkometražni igrani film Vida (2021, 16 min), v režiji Pietra Cromaza (AU UNG).[11]

## Razlikovanje od Lepe Vide
Motiv kraljica Vide ni istoveten z motivom Lepe Vide, ki izhaja iz slovenskih ljudskih balad in je v 19. stoletju dobil velik literarni pomen s Prešernovo obdelavo (Kranjska čbelica, 1832). Gre za drugačen žanr in drugačno vsebinsko jedro (zapeljana mati). Podobnost je omejena na osebno ime, ki je bilo na slovenskih tleh nekoč pogosto.